# Wereldkampioenschappen roeien 1996
De 26e editie van de wereldkampioenschappen roeien werd gehouden van 7 tot en met 11 augustus 1996 in Motherwell, Schotland. In dit Olympisch jaar werden alleen de nummers uitgeschreven die niet op het Olympisch programma stonden.

## Medaillewinnaars

### Mannen
| Bootklasse              | Goud | Goud | Zilver | Zilver | Brons | Brons |
| Lichte skiff LM1x       | Karsten Nielsen |      | Tomas Kacovsky |        | Heikki Haavikko |       |
| Twee met M2+            | Frankrijk Yannick Schulte Luc Prévot Christophe Tellier (s)                                                                         |      | Roemenië Dimitrie Popescu Nicolae Țaga Dumitru Răducanu (s) |        | Nederland Remco Schnieders Leofwin Visman Chun Wei Cheung (s)                                                                        |       |
| Lichte twee zonder LM2- | Denemarken Bo Svendsen Thomas Ebert                                                                                                 |      | Ierland Neville Maxwell Anthony O'Connor |        | Duitsland Oliver Rau Tobias Müller                                                                                                   |       |
| Vier met M4+            | Roemenië Dorin Alupei Claudiu Marin Iulică Ruican Viorel Talapan Alexei Raducanu (s)                                                |      | Tsjechië Dusan Businsky Michal Dalecky Pavel Malinsky Lubomir Skalicky Oldrich Hejdusek (s)                                                                    |        | Rusland Vladimir Andreev Alexander Litvinchev Gennadi Mulitsa Evgeni Ovtcharov Alexey Mitienko (s)                                   |       |
| Lichte dubbel vier LM4x | Italië Lorenzo Bertini Paolo Pittino Franco Sancassani Massimo Guglielmi                                                            |      | Duitsland Oliver Ibielski Alexander Lutz Andreas Lutz Frank Mager                                                                                              |        | Frankrijk Frédéric Ceresoli Frédéric Dufour Thierry Richard Pascal Touron                                                            |       |
| Lichte acht LM8+        | Duitsland Andreas Bech Matthias Edeler Dirk Jenny Stefan Locher Marcus Mielke Teja Töpfer Vladimir Vukelic Uwe März Klaus Klotz (s) |      | Denemarken Jens Christensen Thomas Croft Wilhelm Drewel Jorn Hamdorf Morten Hansen Skov Soeren Henrichsen Jeppe Jensen Kollat Michael Jensen Dennis Larsen (s) |        | Canada Jon Beare Ross Beattie Chris Davidson Len Diplock Graham McLaren Ben Storey Bryan Thompson Edward Winchester Chris Taylor (s) |       |

### Vrouwen
| Bootklasse              | Goud                                                                | Goud | Zilver                                                                 | Zilver | Brons                                                                 | Brons |
| Lichte skiff LW1x       | Constanța Burcică                                                   |      | Bénédicte Luzuy                                                        |        | Sarah Garner                                                          |       |
| Vier zonder W4-         | Verenigde Staten Emily Dirksen Sara Field Amy Turner Rosana Zegarra |      | Roemenië Liliana Gafencu Doina Ignat Elisabeta Lipă Marioara Ciobanu   |        | Duitsland Claudia Barth Gerte John Doreen Martin Lenka Wech           |       |
| Lichte vier zonder LW4- | China Zhong Aifang Liu Bili Liu Meiling Wang Fang                   |      | Verenigd Koninkrijk Melindi Myers Trish Corless Robyn Morris Jo Nitsch |        | Verenigde Staten Whitney Post Julie McCleary Kari Green Sarah Simmons |       |

## Medailleklassement
| Plaats | Land                | Goud | Zilver | Brons | Totaal |
| 1      | Roemenië            | 2    | 2      | 0     | 4      |
| 2      | Denemarken          | 2    | 1      | 0     | 3      |
| 3      | Duitsland           | 1    | 1      | 2     | 4      |
| 4      | Frankrijk           | 1    | 1      | 1     | 3      |
| 5      | Verenigde Staten    | 1    | 0      | 2     | 3      |
| 6      | China               | 1    | 0      | 0     | 1      |
| 6      | Italië              | 1    | 0      | 0     | 1      |
| 8      | Tsjechië            | 0    | 2      | 0     | 2      |
| 9      | Verenigd Koninkrijk | 0    | 1      | 0     | 1      |
| 9      | Ierland             | 0    | 1      | 0     | 1      |
| 11     | Canada              | 0    | 0      | 1     | 1      |
| 11     | Finland             | 0    | 0      | 1     | 1      |
| 11     | Nederland           | 0    | 0      | 1     | 1      |
| 11     | Rusland             | 0    | 0      | 1     | 1      |
| Totaal | Totaal              | 9    | 9      | 9     | 27     |

Edities

1962 Luzern · 
1966 Bled · 
1970 St. Catharines · 
1974 Luzern · 
1975 Nottingham · 
1976 Villach · 
1977 Amsterdam · 
1978 Hamilton (alleen zwaar) · 
1978 Kopenhagen (alleen licht) · 
1979 Bled · 
1980 Hazewinkel · 
1981 München · 
1982 Luzern · 
1983 Duisburg · 
1984 Montréal · 
1985 Hazewinkel · 
1986 Nottingham · 
1987 Kopenhagen · 
1988 Milaan · 
1989 Bled · 
1990 Lake Barrington · 
1991 Wenen · 
1992 Montréal · 
1993 Račice · 
1994 Indianapolis · 
1995 Tampere · 
1996 Motherwell · 
1997 Aiguebelette · 
1998 Keulen · 
1999 St. Catharines · 
2000 Zagreb · 
2001 Luzern · 
2002 Sevilla · 
2003 Milaan · 
2004 Banyoles · 
2005 Gifu · 
2006 Eton · 
2007 München · 
2008 Ottensheim · 
2009 Poznań · 
2010 Hamilton · 
2011 Bled · 
2012 Plovdiv · 
2013 Chungju · 
2014 Amsterdam ·
2015 Aiguebelette ·
2016 Rotterdam ·
2017 Sarasota ·
2018 Plovdiv ·
2019 Ottensheim ·
2020 Bled ·
2021 Shanghai ·
2022 Račice ·
2023 Belgrado ·
2024 St. Catharines ·
2025 Shanghai · 
2026 Amsterdam

Onderdelen

Skiff · 
Lichte skiff · 
Dubbel twee · 
Lichte dubbel twee · 
Twee zonder · 
Lichte twee zonder · 
Twee met

Dubbel vier · 
Dubbel vier met · 
Lichte dubbel vier · 
Vier zonder · 
Lichte vier zonder · 
Vier met · 
Acht · 
Lichte acht